# Lomtjärnen (Älvdalens socken, Dalarna)
Lomtjärnen är en sjö i Älvdalens kommun i Dalarna och ingår i Dalälvens huvudavrinningsområde.